# Aleksandr Pavlov (football)
Pour les articles homonymes, voir Aleksandr Pavlov.
Aleksandr Pavlov, né le 18 août 1984, est un ancien footballeur international biélorusse ayant évolué au poste de milieu de terrain reconverti entraîneur.

## Biographie
Début septembre 2010, Pavlov ouvre le score contre le Bayern Munich, dans un match de Ligue des champions qui se soldera par une victoire 3 buts à 1 du BATE Borisov. Ce résultat met fin à une série de 9 matches sans défaite des Bavarois, tandis que Borisov continue la sienne (notamment avec la victoire sur le même score contre le LOSC.

## Palmarès
- Champion de Biélorussie en 2009, 2010, 2011, 2012 et 2014 avec le BATE Borisov
- Vainqueur de la Coupe de Biélorussie en 2010 avec le BATE Borisov
- Vainqueur de la Supercoupe de Biélorussie en 2010, 2011, 2013 et 2014 avec le BATE Borisov